# ¡Eh, tío!
¡Eh, tío! es un cómic de humor, acción, aventuras, drama, comedia de situación, magia, y ciencia ficción creado y publicado en internet por Sergio Sánchez Morán desde el 2 de abril de 2005. 
Actualizado originalmente tres veces a la semana, más tarde cuatro y cinco según la temporada, es uno de los webcómics en español más extensos en cuanto a número de tiras, superando las 2.200 actualizaciones. Siempre gratuito para el lector, desde 2014 el autor consigue cubrir gastos a través de sistemas de micromecenazgo como Patreon y Verkami.

## Temática y estilo
¡Eh, tío! empezó originalmente como un diariocómic de humor absurdo y friki  titulado Get a Life, con viñetas inspiradas en hechos reales del autor y sus amigos, por aquel entonces estudiantes de Ingeniería Informática en la Universidad de Oviedo. Desde 2005 se dividió en dos secciones (El sexteto y Non sequitur), y a partir del año 2014 se fueron añadiendo más series:
- El sexteto[1] fue durante años la única y principal serie de ¡Eh, tío!. Comenzó a partir de la tira 50 en 2005 y finalizó en 2017 con la tira 1697. Narra las aventuras continuadas y gradualmente complejas de seis estudiantes universitarios ficticios que comparten residencia.
- Non sequitur[2] está formado por tiras cómicas sueltas inconsecuentes que se intercalan con las de los arcos argumentales dinámicos.
- EMO: Enseñanza Mágica Obligatoria[3] es una tercera sección estrenada en 2014 que consiste en las aventuras continuadas de Genara, un personaje del sexteto original, cuando era más joven y estudiaba en un instituto para seres mágicos donde inicialmente parece ser la única sin poderes. Al concluir el sexteto, pasó a convertirse en la serie de cabecera del webcómic.
- Exonáufraga[4] es una historia de ciencia ficción sobre una astronauta cuya mente queda atrapada en una sonda después de perder su cuerpo, publicada entre 2017 y 2019 y con tres arcos argumentales.
- NOPE[5] es una farsa de policías en un presente alternativo de ciencia ficción y criaturas mitológicas, publicada entre 2017 y 2018 mediante un único arco argumental, Train Hard.
- La tangente,[6] que comenzó en 2021, escrita por Morán y dibujada por Izarbe Pajuelo García, acerca de las aventuras de tres protagonistas y sus distintas versiones en universos paralelos.

Actualmente la web permite al lector leer todas las secciones por separado. Todas ellas incluyen constantes referencias a la cultura pop, dedicando cameos o parodias a videojuegos, música, literatura, cine, animación, cómics y webcómics. Su estilo de dibujo está influenciado por la Escuela Bruguera.

## Arcos argumentales de "El sexteto"
Los arcos argumentales de El sexteto son los siguientes:
- La novata y El desayunar de los vivos son las dos primeras historias, publicadas a lo largo de 2005 y cuyos títulos sólo fueron revelados a posteriori, cuando el autor decidió dividir la trama por episodios. Una chica llamada Hostia Puta Fernández llega a la residencia universitaria y conoce a otros cinco personajes que le hacen muchas novatadas, pero con los que se tiene que aliar cuando la facultad es invadida por zombis.

- Puella Aeterna, publicado entre 2005 y 2006, es el primer arco que se presentó con una portada. Juana pierde la memoria, creyendo que tiene 10 años. Utilizando la magia de Genara, el resto de personajes viaja dentro de su mente para tratar de hacerle recuperar sus recuerdos. El título es una referencia a la versión femenina del término Puer aeternus ("niño eterno"), empleado en psicología.

- ¡Eh, Leie!, publicado en 2006 tras un teaser trailer de formato épico,[8] es un crossover con el webcómic Leie dibujado por Marcos Arroyo, que entonces era contemporáneo. Los personajes de ambos webcómics se encuentran en una fiesta en París y surgen diversas situaciones humorísticas, incluyendo cameos de las versiones paródicas de Gregory House y Gil Grissom. Es en este arco que Antuán y Leo inician un romance.

- Camarero, hay un ninja en mi sopa, publicado entre 2006 y 2007, es la historia de la accidentada primera cita de Antuán y Leo, arruinada por una serie de mercenarios y un misterioso ninja-pirata, y por las aparentes intenciones reales de la chica.

- ¡Jo, tía! es una versión gender bender del cómic, es decir, todos los personajes son del sexo opuesto al suyo debido a un hechizo de Genara que conecta con una realidad paralela. Publicada en 2007, la historia en sí se muestra mucho más compleja de lo que en principio parecía, enlazando con la continuidad principal y centrándose en la relación entre Genara y Hostia. Cuenta con portada de Aitor Iñaki Eraña Basterra "TerminAitor", autor de Área 66, Freaks y Htv.

- La playa es una recopilación de tiras de 2007 que giran alrededor de los días de vacaciones de verano en la playa de los personajes.

- Examen a conciencia, publicado entre 2007 y 2008. Varios de los chicos han de recuperar el examen que suspendieron con el nuevo profesor, Luis. Sin embargo, es el viejo profesor Basilio quien se encarga de las revisiones de examen, y su despacho se encuentra en la zona de la antigua universidad, por lo que tendrán que afrontar numerosos peligros.

- LEOs, publicado entre 2008 y 2009, investiga a fondo el personaje de Leo dividiendo físicamente los componentes de su personalidad en varias copias del personaje, cada una con distinta forma de ser.

- Back to the White Duck es un breve arco de 2009 que reinvestiga el personaje de Juana, con muchas referencias a Puella Aeterna.

- El puzzle al que le faltaban piezas y El puzzle al que le sobraban piezas son dos largos arcos publicados entre 2009 y 2011 que juegan con la intersección indiscriminada de tramas y subtramas, añadiendo gran complejidad al cómic.

- Nuevo curso publicado entre 2011 y 2012. Tras un largo verano separados, los protagonistas se vuelven a juntar, y se traen viejos y nuevos enemigos. Sus respectivos y misteriosos padres empiezan a cobrar importancia gradualmente.

- Padres de alumnos publicado entre 2012 y 2013, es un largo flashback que se centra en la juventud de los padres del sexteto, los cuales también eran compañeros de estudios de forma análoga a sus hijos.

- Homme Fatal es un arco que se publicó a lo largo de 2014. Antuán se propone seducir a 100 mujeres en una sola noche, incluidas las chicas del sexteto, pero finalmente se descubre que todo es en realidad el plan de un ser malvado de otra dimensión que pretende conquistar la Tierra. Esta historia es notable por ser la primera que se publicó en formato físico,[9][10] siendo además un punto de enganche diseñado para captar nuevos lectores sin necesidad de hacerles leer todos los arcos argumentales anteriores.[11]

- Ave, vire, publicado entre 2014 y 2015, continuación directa de Homme Fatal, encuentra a Antuán y Hostia viajando a una realidad alternativa donde el Imperio Romano domina el mundo actual y existen literalmente dioses romanos, griegos y egipcios. Es la segunda historia que se publicó en formato físico.[12]

- Por un dolor de puños es un breve arco que también explora las consecuencias de Homme Fatal en una realidad alternativa, en este caso en clave western.

- Licor Mortis, publicado a lo largo de 2016 y 2017. Los protagonistas están en una fiesta probando una misteriosa bebida alcohólica que con cada vaso que toman les causa un efecto diferente: El primero daltonismo selectivo, el segundo inversión de personalidad, el tercero vocalización de pensamientos y el cuarto intercambio corporal. Es el tercer y último arco que se ha publicado en formato físico.[13]

- Januaria I: Reina del inframundo es una pequeña historia de 2017 con los personajes alternativos de Ave, vire.

Inmediatamente después de Januaria I, el autor publicó un Epílogo de seis páginas y anunció como concluida la serie.

## Arcos argumentales de "Enseñanza Mágica Obligatoria"
Las historias de "EMO: Enseñanza Mágica Obligatoria" se publican gratuitamente a través del webcómic, página a página, y después se recopilan en libros rústicos. El autor anunció en 2021 que la serie constará de un total de 12 entregas.
1. La infraescuela[17] (2014-2015)
2. Místicos acordes[18] (2015-2016)
3. El exámen de Ángela[19] (2016-2017)
4. El castillo del Conde de no sé qué[20] (2018-2019)
5. Libertinaje sobre hielo[21] (2019-2020)
6. El más allá no, lo siguiente[22] (2020-2021)

## Personajes
Los personajes principales del sexteto son estudiantes que conviven en la misma residencia universitaria, aunque nunca se ha dejado claro qué carrera estudian exactamente, existiendo referencias veladas a informática, ingeniería que cursó el autor. La tira especial número 1000 se dedicó a describirles a ellos y resumir sus aventuras hasta entonces. 
Antuán Dupond et Dupond, perteneciente al cuerpo de mosqueteros, se le presenta como mujeriego, alocado y falto de escrúpulos aunque posteriormente se desarrollan aspectos más profundos de su personalidad. Siempre va armado con su florete. Es francés, pero se le entiende gracias a que es "doblado" por Rafael Alonso según la tira 300. Su mayor enemigo es, según él mismo, Batman. Sus apellidos son una referencia a Hernández y Fernández, los policías de Tintín.
Leonor (Leo) Pardo Blofeld al principio no parece ser más que la pija del grupo, pero se revela que su padre es un supervillano llamado Longplay (LP, Luis Pardo). Además, inicia un romance con Antuán (enemigo de su padre) que termina truncándose y siendo sustituido por una compleja animosidad. Hay un arco entero dedicado a dividir literalmente sus personalidades, y otro donde se introduce a su hermano Luis como profesor. Su apellido es referencia al principal villano de James Bond, Ernst Stavro Blofeld.
Hostia Puta Fernández, quien inicia el webcómic llegando a la residencia de estudiantes como novata. Es la víctima principal de las salvajadas preparadas por Antuán, especialmente del running-gag de hacerle caer un piano encima, lo que hace que exprese su odio por él aunque en el fondo ambos se aprecian como buenos amigos. Está enamorada de Genaro, la versión masculina de su mejor amiga, al cual conoció en el arco argumental ¡Jo, tía!, donde su propia versión masculina se llama Cabrón. Esto provoca que su relación con Genara sea compleja en ocasiones, expresando dudas sobre su auténtica sexualidad.
Equis Andy Martin, el más normal, serio y callado del grupo, pese a vestir una máscara negra de cuerpo entero. Se ha mencionado que es un robot pilotado por patos, pero no está claro si esto es canon. Comienza la narrativa como novio de Juana, pero posteriormente cortan la relación tras el supuesto affaire de la misma con Luis, hermano de Leo. Sus apellidos pueden tratarse de una referencia al músico de jazz estadounidense Andy Martin.
Juana Díaz de Escipión:, apodada "Juana la Loca", que sufre de múltiples trastornos mentales debido a un trauma de su infancia, y en ocasiones exhibe gran agresividad, generalmente aleatoria. Ella y Equis fueron pareja durante gran parte de la historia a pesar del tremendo contraste entre ambos.
Genara Tamariz Ceravieja es una hechicera conocedora de oscuras artes mágicas. Nadie ha visto nunca su cara porque se la tapa el pelo. Su madre es una bruja muy poderosa que, aliada o no con Longplay, antagoniza a los protagonistas en muchas de las historias, y su padre es una mujer. Tras la conclusión de la trama del sexteto, se convirtió en la protagonista del webcómic con la serie EMO. Su apellido es referencia al ilusionista español Juan Tamariz.
Mafrune no es un personaje de verdad sino un running-gag, un pingüino que aparece inesperadamente gritando "¡Sangrad!". Acabó rápidamente convertido en uno de los aspectos más populares del webcómic y de la comunidad de webcómics en español. Es un homenaje al personaje homónimo creado por el dibujante español Juan Carlos Ramis.